# My All
«My All» — песня, написанная американской певицей Мэрайей Кэри и Уолтером Афанасьевым для седьмого студийного альбома Кэри Butterfly 1997 года. В музыкальном сопровождении были использованы звуки латиноамериканской гитары, стилистические латинские аккорды, а также тонко использованы латинские ударные в первом припеве, перед наступающим более современным R&B-стилем ударных инструментов. Лирическая героиня песни говорит, что отдаст все что у неё есть, ради одной ночи с любимым человеком. Песня была издана пятым синглом альбома в 1998 году.
Уолтер Афанасьев:

Мне всегда говорят: «Похоже на русскую песню». Я даже ввел акустическую гитару в аранжировку, аккордеон, чуть-чуть мандолины, которая похожа на балалайку. Для меня было важно, что сама Мэрайя Кэри прочувствовала эту мелодию: «Да, давай сочиним такую русскую песню».— 
В России песня получила премию «Рекордъ» в номинации «Зарубежный радиохит года»

## Дебют в чартах
Песня «My All» была пятым синглом, изданным с альбома Butterfly, но стала только третьим главным одиночным синглом и вторым коммерчески успешным синглом в США. Он был один из немногих синглов, которые обесценились в течение времени до 49 центов, что привело к высоким продажам, несмотря на низкую ротацию на радиостанциях страны. В результате «My All» стал тринадцатым хитом #1 в музыкальной карьере певицы, согласно чарту США — Billboard Hot 100, и Мэрайя стала первой исполнительницей с наибольшим количеством хитов #1 в США. Первоначально песня была издана в США на обратной стороне сингла «Breakdown», но дебютировала на втором месте, и, спустя две недели, поднялась до первой строчки в Billboard Hot 100. Сингл продержался одну неделю на вершине чарта в период с 17 мая по 23 мая 1998 года, и стал первым синглом Мэрайи, который занимал строчку номер 1 всего одну неделю.
«My All» продолжил тенденцию высоких продаж синглов Мэрайи, которые начались с «Honey» 1997 года. В то время журнал Billboard Magazine делал больший приоритет на количество заявок и воспроизведений синглов, чем на их продажи. В связи с этим, руководство компании Columbia Records делало ставку на массовые продажи песен, поскольку ротации на радиостанциях были невысокими. Сингл продержался 12 недель в лучшей десятке и 20 недель — в самом чарте. Американская ассоциация звукозаписывающих компаний присудила синглу платиновый сертификат. По окончании 1998 года «My All» занимал 16 строчку в чарте Billboard Hot 100, и 2 строчку в Объединённом мировом чарте.
Сингл пользовался умеренным успехом за пределами США, достигая до ТОП 10 в странах: Великобритания, Бразилия, Франция и Швейцария, а также вошёл в ТОП 20 во многих других странах.

## Ремиксы и другие версии
«My All» имеет множество ремиксов, два макси-сингла из трех были изданы в США. Основной R&B ремикс этого сингла, в котором заново переписаны вокальные партии Мэрайи, носит название «So So Def» remix. Ремикс основан на семпле песни «Stay a Little While» группы Loose Ends. В тексте объединяются первые куплеты и припевы песен «My All» и «Stay a Little While». Ремикс был спродюсирован Jermaine Dupri при участии рэперов из групп Lord Tariq и Peter Gunz.
Главный танцевальный ремикс от Дэвида Моралеса, более известный как «Classic Club mix», стал первой совместной работой Мэрайи и Девида. В этом ремиксе Мэрайя не переписывала вокальные партии заново, но всё же были добавлены новые вокальные аранжировки для бэк-вокала. Песня стала главным танцевальным хитом в США, утвердив позиции Мэрайи и Девида в жанре клубной музыки. Позже этот ремикс будет использован в качестве танцевального перерыва в мировых турне Мэрайи — Charmbracelet World Tour 2003 года и Adventures of Mimi Tour 2006.
Мэрайя записала испанскую версию «My All» — «Mi Todo» (перевод песни от Manny Benito), которая была издана в синглах «My All» и в испанской версии альбома «Butterfly». В отличие от песен «Hero» и «Open Arms», Мэрайя записала испанскую версию этой песни с искаженным текстом, по сравнению с оригинальной версией «My All». Первая строчка песни была переведена не правильно и содержала ошибки в грамматическом построении выражения, позже певица упомянула на своём сайте о том, что больше не будет делать испанские версии своих песен, пока не проверит правильность перевода и произношения текста («My All» остается её последней песней, которая была зарегистрирована как на испанском, так и на английском языке). Columbia Records уполномочила группу Ippocratis «Grego» Bournellis (во главе с DJ Grego) сделать идентичные ремиксы для «Mi Todo», но эти четыре ремикса были выпущены только для промокампании в Мексике.
| - My All [Album Version] 3:52— - My All ['My' Club Mix] 7:10 - My All [Classic Club Mix] 9:15 - My All [Classic Club Radio Mix] 4:17 - My All [Full Crew Main Mix] 4:39 - My All [Full Crew Main Mix Instrumental] 4:40 - My All [Full Crew Main Mix w-o Rap] 4:39 - My All [Full Crew Radio Mix] 3:57 - My All ['Def' Club Mix] 7:16 - My All [Def Instrumental] 7:01 | - My All-Stay Awhile [So So Def Remix — No LTPG] 3:48 - My All-Stay Awhile [So So Def Remix Instrumental] 4:42 - My All-Stay Awhile [So So Def Remix A Cappella] 4:44 - My All-Stay Awhile [So So Def Remix — No LTPG & No JD] 3:43 - My All-Stay Awhile [So So Def Remix] 4:44 - Mi Todo [Album Version] 3:49 - Mi Todo [Version Mi Fiesta] 4:29 - Mi Todo [Por Una Noche Mas En Los Clubs] 7:02 - Mi Todo [Por Una Noche Mas Instrumental] 3:24 - Mi Todo [Version Por Una Noche Mas] 3:24 - Mi Todo [Fiesta Mix] 4:31 - Mi Todo My All [Remix] 3:43 |

## Видео
Видеоклип был снят в черно-белых тонах неподалёку от Пуэрто-Рико, и является одной из последних работ фотографа дома моды Herb Ritts до его смерти. Видео (было издано в марте 1998) начинается с Мэрайи, лежащей на опрокинутой гребной шлюпке в океане, и продолжается на пляже, где она среди цветов освещена лучами маяка. Изображение Мэрайи, лежащей в морской раковине недалеко от цветов, было навеяно живописью Сандро Боттичелли — «Рождение Венеры». Кульминационный момент —- встреча возлюбленных, но в завершении видео Мэрайя остается одна.
Оригинальное видео было переработано и переиздано в качестве официального клипа на ремикс «Classic Club Radio Mix». Так же было снято видео для «So So Def» remix (режиссёр Diane Martel). В клипе принимали участие Мэрайя, Дюпри, Lord Tariq и Peter Guns, которые отмечали вечеринку в доме друзей. Клип снят не в очень хорошем качестве и отнесен к типу домашнего видео.

## Позиции в чартах
| Название чарта (1998)      | Высшее место |
| -------------------------- | ------------ |
| Австралия Singles Chart    | 39           |
| Бразилия Singles Chart     | 4            |
| Канада Singles Chart       | 5            |
| Франция Top 100 Singles    | 6            |
| Германия Singles Chart     | 30           |
| Израиль Singles Chart      | 1            |
| Нидерланды Top 100 Singles | 32           |
| Норвегия Top 20 Singles    | 15           |
| Швеция Top 60 Singles      | 14           |
| Швейцария Top 100 Singles  | 7            |

| Название чарта (1998)                  | Высшее место |
| -------------------------------------- | ------------ |
| Великобритания Singles Chart           | 4            |
| США ARC Weekly Top 40                  | 1            |
| США Hot 100                            | 1            |
| США Hot R&B/Hip-Hop Singles & Tracks 1 | 4            |
| США Hot Dance Music/Club Play          | 5            |
| США Mainstream Top 40                  | 8            |
| США Rhythmic Top 40                    | 8            |
| США Adult Contemporary                 | 18           |
| Объединённый мировой чарт              | 2            |

1 «My All»/«Breakdown»